# Taffeh-tempel

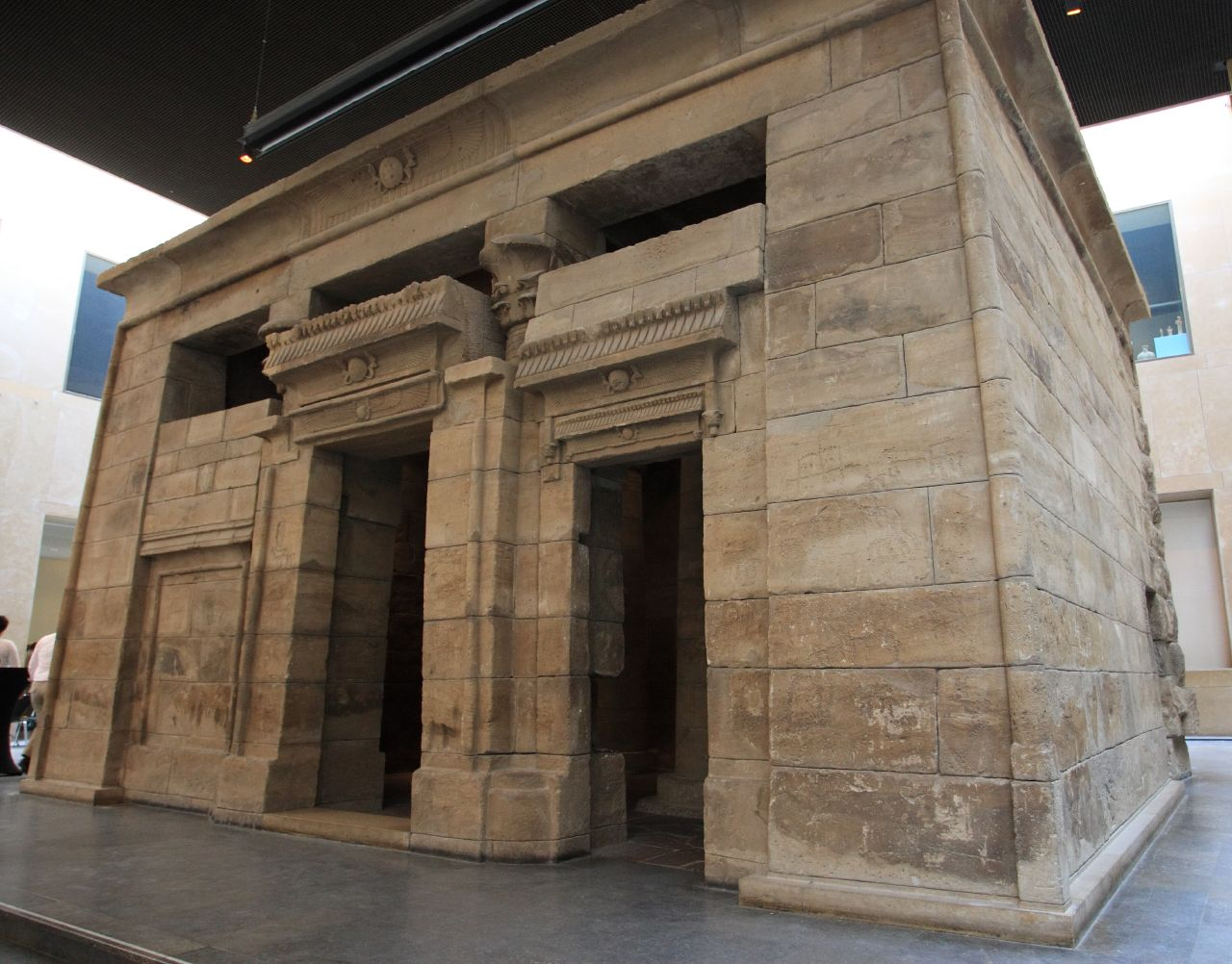
Taffeh-tempel in het Rijksmuseum van Oudheden

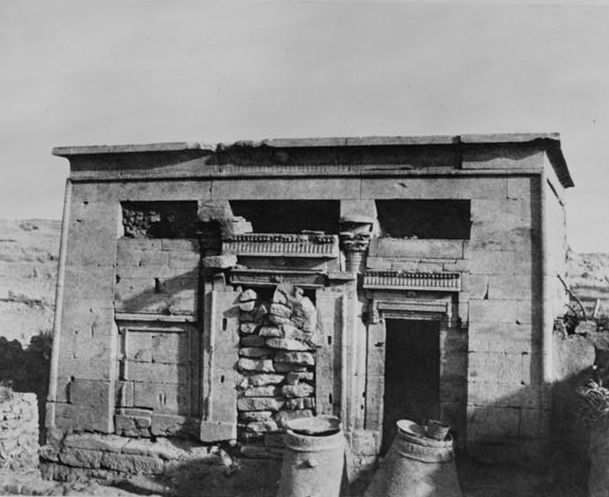
Tempel in 1851 in Nubië.

De Taffeh-tempel is een oud-Egyptisch bouwwerk dat in het Rijksmuseum van Oudheden in de Nederlandse stad Leiden staat. Het tempeltje bestaat uit een enkele ruimte en is gebouwd van blokken zandsteen, in opdracht van keizer Augustus. Het is gratis te bezichtigen in de entreehal van het museum.
Taffeh (ook wel geschreven als Taffa of Tafa) is een dorpje in Nubië. De tempel was oorspronkelijk gewijd aan de godin Isis, en is later als christelijke kerk gebruikt. Het monument is door de Egyptische overheid geschonken aan Nederland, als dank voor de Nederlandse bijdrage aan de UNESCO-reddingsoperatie in verband met de bouw van de Aswandam in Nubië in de jaren 1960.

## Overige gedoneerde tempels
De drie andere tempels die gedoneerd werden naar aanleiding van hun hulp bij de constructie van de Aswandam en de herlocatie van bedreigde monumenten zijn: 
- De tempel van Debod (Parque del Oeste, Madrid)
- De tempel van Dendur (Metropolitan Museum of Art, New York)
- De tempel van Ellesiya (Museo Egizio, Turijn)

## Externe bronnen
- Dave Boots, De tempel van Taffeh, website archeologie online
- Website Rijksmuseum van Oudheden
- Daniel Soliman, "The Temple of Taffeh: Crossroads of Cultures." In: Fantini, E., Nijzink, L. (2023), Nile Pop, in Bridging Humanities, Leiden, Brill, available at: https://nilepop.bridginghumanities.com